# Целинное (Фёдоровский район)
Целинное (каз. Целинный) — упразднённое село в Фёдоровском районе Костанайской области Казахстана. Ликвидировано в 2008 году. Входило в состав Жаркольского сельского округа.  

## География
Расположен на северо-западе области, примерно в 23 километрах к югу от райцентра. На территории села находился небольшой водоём, лесонасаждение. Возле села Целинное находятся водоёмы Крутомар, Коянды, Жалжартырколь, Тызтыгын и Сорколь.
Максимальная высота — 205,8 метра над уровнем моря.
Климат, как и во всём районе, резко континентальный. Средние температуры января — −17—18 °C, июля — 19-20 °C.

## Население
В 1999 году население села составляло 163 человека (81 мужчина и 82 женщины).

## Инфраструктура
Развито было животноводство, на территории села находился скотный двор.